# 喜多薬品工業
喜多薬品工業株式会社（きたやくひんこうぎょう）は、かつて存在した日本の医薬品メーカー。奈良県高市郡高取町に本社を置いていた。

## 沿革
- 1895年 喜多栄吉らが創業。
- 1963年 大阪市に本社を移転。
- 2003年 奈良県高市郡高取町にある奈良工場に本社移転。
- 2009年 倒産[1]。